# Salafismo yihadista

Bandera yihadista con la Shahada, utilizada sobre todo por Al Qaeda.

Bandera creada por el Estado Islámico de Irak en 2007, marcado por el sello de Mahoma, adoptada por varios grupos salafistas yihadistas.

El salafismo yihadista, traducción del árabe salafiyya jihadiyya, es una ideología islámica aparecida en los años 1980. Su objetivo inicial era justificar el reclutamiento y la existencia de voluntarios árabes en Afganistán, llegados de todo el mundo musulmán para participar en la Guerra Santa contra la Unión Soviética en Afganistán. Se caracteriza por pasar de reivindicar la práctica de un deber personal, en este caso la Yihad individual, a defender la práctica de una Yihad internacional, y por tener como referencia al movimiento religioso salafista, cuyo objetivo era regresar a la práctica del Islam original, el cual es el único camino verdadero desde el punto de vista de quienes asumen esta doctrina. Esta ideología ha sido desarrollada por varios pensadores musulmanes radicales como Abu Qutada, Abu Musab al-Suri o Abu Mohammed al-Maqdisi. 
Esta ideología se puede encontrar particularmente en diversos grupos como Al Qaeda, el Estado Islámico, o bien en las diversas organizaciones, y en las múltiples estructuras autónomas existentes, o incluso entre algunas personas que individualmente se inspiran en esta doctrina.
El término fue introducido en la literatura académica por Gilles Kepel en 2002. El concepto es considerado a veces como puramente académico, aunque sea en realidad empleado por los propios yihadistas salafistas. En su uso popular, el concepto es simplificado a menudo en términos como "yihadismo" o "movimiento yihadista".
Los activistas de este movimiento son denominados "yihadistas salafistas". Estos militantes son descritos a veces como practicantes de un tipo de salafismo, y a veces como miembros separados del "buen salafismo", cuyo movimiento evita toda alianza política y organizativa susceptible de fracturar la unidad de la comunidad musulmana (la Umma), y por tanto de distraer a los creyentes del camino de la religión. Los salafistas yihadistas son igualmente a menudo considerados como "takfiristas", o bien como "jariyitas", por sus adversarios políticos musulmanes, en particular por los chiitas, y por los salafistas moderados, si bien estos son unos términos que los propios salafistas yihadistas rechazan.
Los grupos salafistas yihadistas comenzaron a recurrir al terrorismo a partir de los años noventa del siglo XX. Gamaa al-Islamiya fue activo en diversos atentados contra la policía egipcia, contra los miembros del gobierno egipcio, y contra los turistas occidentales en Egipto (sobre todo durante la Masacre de Luxor del 17 de noviembre de 1997), y el Grupo Islámico Armado (GIA) fue el grupo principal durante la Guerra Civil en Argelia. Los atentados yihadistas salafistas más conocidos en el Mundo fueron los Atentados del 11 de septiembre de 2001, que tuvieron lugar en los Estados Unidos de América, y que fueron presuntamente perpetrados por la organización Al Qaeda. Mientras que el salafismo no tenía por así decirlo ninguna presencia en Europa Occidental en los años ochenta, a partir del año 2000, el salafismo yihadista ha adquirido una presencia notable, provocando más de treinta atentados terroristas en diversos países de la Unión Europea. El movimiento creció después de la Primavera Árabe, principalmente en Irak, en Siria y en Libia.

## Historia y definición

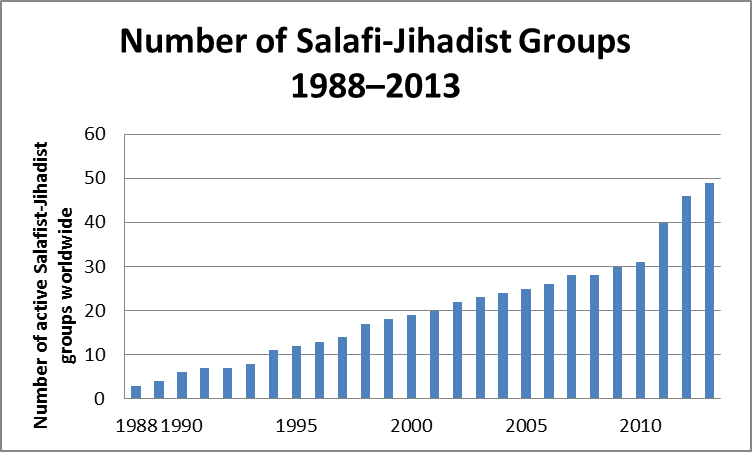
(Datos extraídos del estudio «HA Persisten Threat, The evolución of al Qa’ida and Other Salafi Jihadists (Una amenaza persistante, la evolución del número de salafistas yihadistas)», Seth G. Jones, 2014, Figura 3.1)

Kepel, ha escrito que los salafistas que encontró en Europa en los años ochenta del siglo XX eran totalmente apolíticos. Pero a mediados de los años noventa, descubrió que para algunos de ellos, la Yihad bajo la forma de violencia y terrorismo, estaba justificada para conseguir alcanzar sus objetivos políticos. La combinación de una doctrina salafista; que se opone a todo lo contrario al islam, y que está en contra de la obscenidad y decadencia de la sociedad europea occidental, junto con la defensa y promoción de una Yihad violenta, han creado una mezcla explosiva.
Según Kepel: "Las personas que se encuentran en un estado de enfado, resultan presas fáciles para los reclutadores yihadistas, ya que estos los adoctrinan con una propaganda más seductora que la antigua propaganda de los salafistas moderados, los cuales los invitaban tan solo a rezar, ayunar, y no pasaban nunca a la acción violenta, ni apoyaban la lucha armada."
Según Kepel, el yihadismo salafista combina el respeto y la interpretación de los textos sagrados en su forma más estricta, fundamentalista y literal, con un compromiso absoluto e inamovible con la Yihad, cuyo mayor y último objetivo es derrotar a los Estados Unidos, por ser este un país que es percibido por los fieles como el principal enemigo de la fe islámica"
Los yihadistas salafistas se distinguen ellos mismos de los salafistas tradicionales que ellos mismos designan bajo el nombre de "sheikistas", así nombrados porque los yihadistas creen que los "sheikistas" han cambiado la adoración a Dios por la adoración al petróleo de la península árabe al frente de la cual se encuentra la familia Al Saud. El principal líder de los universitarios y académicos "sheikistas" ha sido el jeque Abd al-Aziz ibn Baz, el cual es el arquetipo de un ulema afín al régimen saudí. Los yihadistas los consideran unos falsos salafistas que deben ser combatidos, pero los Hermanos Musulmanes son todavía más aborrecidos por ellos, porque los yihadistas salafistas los encuentran excesivamente moderados, y ausentes de una interpretación literal de los textos sagrados, Iyad El-Baghdadi describe al salafismo como profundamente dividido entre la corriente principal del salafismo compatible con el poder terrenal por un lado, y por el salafismo yihadista por el otro.
Otra definición del yihadismo salafista, es la ofrecida por Mohammed M. Hafez, el cual define al salafismo yihadista como forma extrema de islamismo suní que rechaza la democracia occidental, y que está frontalmente en contra del chiismo. Hafez los distingue de los salafíes académicos, conservadores y apolíticos (como Muhammad Nassiruddine al Albani, Muhammad ibn al Uthaymeen, Abd al-Aziz ibn Baz, y Abdul Aziz ibn Abdillah Ali Ash-Shaykh, pero también del movimiento sahwa asociado a Salman al-Ouda, o Safar Al-Hawali.
Según Mohammed M. Hafez, el yihadismo salafí contemporáneo estaría caracterizado por cinco rasgos:
- Un énfasis extremo en el concepto de Tawhid (la unicidad de Dios);
- La soberanía divina (Hakimiyat Alah), que definiría el bien y el mal (por tanto la moral) y que prevalecería sobre todos los razonamientos humanos, sería aplicable en todos los lugares de la Tierra y de manera intemporal transformando en inútil y en anti-salafista toda otra reglamentación o ideología como el liberalismo, o el humanismo, por ser considerado este último como subversivo.
- El rechazo a toda forma de cambio e innovación en la práctica de la religión islámica.
- La necesidad de expulsar y castigar a los herejes, a los apóstatas, y a los traidores, dicho concepto pretende expulsar de la comunidad islámica (la Umma) a los apóstatas, traidores y herejes, y en caso de que fuera necesario, se debe llevar a cabo su posterior juicio, castigo, y ejecución.
- La centralidad e importancia de la Yihad en contra de los regímenes y gobiernos no musulmanes que son llamados infieles.

Según el judío Michael Horowitz, la yihad salafista es una ideología que cree ser el blanco de diversos ataques y humillaciones persistentes contra los musulmanes, las cuales son llevadas a cabo por una supuesta conspiración islamofóbica que los salafistas, según sus términos denominan alianza de los cruzados, los sionistas y los apóstatas.
El periodista de Al Yazira Jamal Al Sharif describe el yihadismo salafista como un combinado del enfoque doctrinal salafista, y de los modelos de organización de los grupos como los Hermanos Musulmanes. Su razón de ser es la predicación de la doctrina salafista, y el rechazo de la modernidad occidental.
Antes de existir como tal el yihadismo salafí, el célebre autor islamista Sayyid Qutb había desarrollado los fundamentos intelectuales de la ideología takfirista, según decía Qutb: "El Mundo está en crisis, ya que el Mundo islámico es ignorado por el Mundo de los paganos".

## Lista de grupos
Según Seth G. Jones de la Rand Corporation en 2014 existían alrededor de 50 grupos salafistas yihadistas.
| Nombres del Grupo                                                                  | Base de Operationes                          | Años          |
| ---------------------------------------------------------------------------------- | -------------------------------------------- | ------------- |
| Brigadas Abdullah Azzam (Yusuf al-Uyayri Battalions)                               | Arabia Saudí                                 | 2009–presente |
| Brigadas Abdullah Azzam (Ziyad al-Jarrah Battalions)                               | Líbano                                       | 2009–presente |
| Grupo Abu Sayyaf (ASG)                                                             | Filipinas                                    | 1991–presente |
| Ejército Islámico de Adén-Abyan                                                    | Yemen                                        | 1994–presente |
| Al-Itihaad al-Islamiya (AIAI)                                                      | Somalia, Ethiopia                            | 1994–2002     |
| Al-Qaeda (core)                                                                    | Pakistán                                     | 1988–presente |
| Al-Qaeda in Aceh (a.k.a. Tanzim al Qa’ida Indonesia for Serambi Makkah)            | Indonesia                                    | 2009–2011     |
| Al Qaeda en la península arábiga                                                   | Arabia Saudita                               | 2002–2008     |
| Insurgencia de Al-Qaeda en Yemen                                                   | Yemen                                        | 2008–presente |
| al-Qaeda del Magreb Islámico (AQIM, Salafist Group for Preaching and Combat, GSPC) | Argelia                                      | 1998–presente |
| Al Takfir wal al-Hijrah                                                            | Egipto (Península del Sinai)                 | 2011–presente |
| Al Mulathamun (Mokhtar Belmokhtar)                                                 | Malí, Libia, Argelia                         | 2012–2013     |
| Al Murabitun (Mokhtar Belmokhtar)                                                  | Malí, Libia, Argelia                         | 2013–2017     |
| Alianza para la Reliberación de Somalia- Unión de Tribunales Islámicoso (ARS/UIC)  | Somalia, Eritrea                             | 2006–2009     |
| Ansar al-Islam                                                                     | Irak                                         | 2001–presente |
| Ansar al-Sharia (Egipto)                                                           | Egypt                                        | 2012–presente |
| Ansar al-Sharia (Libia)                                                            | Libya                                        | 2012–presente |
| Ansar al-Sharia (Mali)                                                             | Mali                                         | 2012–presente |
| Ansar al-Sharia (Túnez)                                                            | Tunisia                                      | 2011–presente |
| Ansar Bait al-Maqdis (a.k.a. Ansar Jerusalem)                                      | Gaza, Egipto (Sinaí)                         | 2012–presente |
| Ansaru                                                                             | Nigeria                                      | 2012–presente |
| Osbat al-Ansar (AAA)                                                               | Líbano                                       | 1985–presente |
| Bangsamoro Islamic Freedom Fighters (BIFF, a.k.a. BIFM)                            | Filipinas                                    | 2010–presente |
| Boko Haram                                                                         | Nigeria                                      | 2003–presente |
| República Chechena de Ichkeria (Basayev facción)                                   | Rusia (Chechenia)                            | 1994–2007     |
| Partido Islámico del Turquestán                                                    | China (Xinjang)                              | 1989–presente |
| Yihad Islámica Egipcia (EIJ)                                                       | Egipto                                       | 1978–2001     |
| Ahrar al-Sham                                                                      | Siria                                        | 2012–presente |
| Harakat al-Shabaab al-Mujahideen                                                   | Somalia                                      | 2002–presente |
| Harakat al-Shuada’a al Islamiyah (a.k.a. Islamic Martyr’s Movement, IMM)           | Libia                                        | 1996–2007     |
| Harakat Ansar al-Din                                                               | Malí                                         | 2011–2017     |
| Hizbul al Islam                                                                    | Somalia                                      | 2009–2010     |
| Emirato del Cáucaso (IK, or Caucasus Emirate)                                      | Rusia (Chechenia)                            | 2007–presente |
| Indian Mujahedeen                                                                  | India                                        | 2005–presente |
| Islamic Jihad Union (a.k.a. Islamic Jihad Group)                                   | Uzbekistán                                   | 2002–presente |
| Movimiento Islámico de Uzbekistán (IMU)                                            | Uzbekistán, Kirguistán                       | 1997–presente |
| Estado Islámico de Irak y el Levante (ISIS)                                        | Irak, Siria                                  | 2004–presente |
| Jabhat al-Nusrah                                                                   | Siria                                        | 2011–presente |
| Jaish ul-Adl                                                                       | Irán                                         | 2013–presente |
| Jaish al-Islam (a.k.a. Tawhid and Jihad Brigades)                                  | Gaza, Egipto (Península del Sinaí)           | 2005–presente |
| Jaish al-Ummah (JaU)                                                               | Franja de Gaza                               | 2007–presente |
| Jamaat Ansar Bayt al-Maqdis                                                        | Egipto (Península del Sinaí)                 | 2011–presente |
| Jamaat Ansarullah (JA)                                                             | Tayikistán                                   | 2010–presente |
| Jamaah Ansharut Tauhid (JAT)                                                       | Indonesia                                    | 2008–presente |
| Jemaah Islamiyah (JI)                                                              | Indonesia, Malasia, Filipinas, Singapur      | 1993–presente |
| Jundallah                                                                          | Pakistán                                     | 2003–presente |
| Junud al-Sham                                                                      | Siria                                        | 2012-         |
| Khalifa Islamiyah Mindanao (KIM)                                                   | Philippines                                  | 2013–presente |
| Lashkar-e-Jhangvi (LeJ)                                                            | Pakistán                                     | 1996–presente |
| Grupo Islámico Combatiente Libio (LIFG)                                            | Libia                                        | 1990–presente |
| Liwa al-Islam                                                                      | Siria                                        | 2011–presente |
| Liwa al-Tawhid                                                                     | Siria                                        | 2012–presente |
| Grupo Islámico Combatiente Marroquí (GICM)                                         | Marruecos, Europa                            | 1998–presente |
| Movement for Tawhid and Yihad in West Africa (MTYWA)                               | Malí                                         | 2011–2013     |
| Muhammad Jamal Network (MJN)                                                       | Egypt                                        | 2011–presente |
| Mujahideen Shura Council                                                           | Franja de Gaza, Egipto (Península del Sinaí) | 2011–presente |
| Salafia Jihadia (As-Sirat al Moustaquim)                                           | Marruecos                                    | 1995–presente |
| Suqour al-Sham Brigade                                                             | Syria                                        | 2011–2015     |
| Yama'at al-Tawhid wal-Yihad                                                        | Irak                                         | 1998–2004     |
| Tunisian Combat Group (TCG)                                                        | Tunisia, Western Europe                      | 2000–2011     |